# محاسبة القوة الشرائية الثابتة
محاسبة القوة الشرائية الثابتة (بالإنجليزية: Constant purchasing power accounting، واختصارًا: CPPA) هي نموذج محاسبي معتمد من قبل مجلس معايير المحاسبة الدولية ومجلس معايير المحاسبة المالية للولايات المتحدة كبديل لنموذج محاسبة التكلفة التاريخية التقليدي في ظروف التضخم الاقتصادي المفرط والظروف الاقتصادية الأخرى. تقاس المحافظة على رأس المال النقدي اعتمادًا على هذه المعايير الدولية للتقارير المالية وعلى النظام المرخص للمبادئ المحاسبية المقبولة عمومًا في الولايات المتحدة من خلال وحدات القوة الشرائية الثابتة (سي بي بي) في مؤشر أسعار مستهلك يومي خلال التضخم الاقتصادي المنخفض والتضخم الاقتصادي العالي والتضخم المفرط والانكماش المالي، بعبارة أخرى خلال جميع الظروف الاقتصادية المحتملة. يمكن أن يقاس خلال جميع الظروف الاقتصادية المحتملة بوحدات حسابية نقدية معدلة يوميًا (مثال: وحدة يونيداد دو فومنتو في تشيلي) أو بمعدل موازٍ نسبيًا من العملات الأجنبية اليومية، وبشكل خاص خلال التضخم المفرط عندما ترفض الحكومة نشر بيانات مؤشر أسعار الاستهلاك.

## مرخص من مجلس معايير المحاسبة الدولية في التضخم الاقتصادي المنخفض
في إطار العمل الأصلي لمجلس معايير المحاسبة الدولية لعام 1989، الفقرة 104(a)، رخصت محاسبة القوة الشرائية الثابتة كبديل لمحاسبة التكلفة الفعلية التقليدية في كل مراحل التضخم الاقتصادي والانكماش المالي، بما فيها التضخم الاقتصادي المفرط كما هو مطلوب في معيار المحاسبة الدولية رقم 29. تقيم عادة بنود بيان الإيرادات الثابتة، مثل الرواتب والمكافآت والإيجارات والمعاشات والخدمات ورسوم النقل.. إلخ، بوحدات القوة الشرائية خلال التضخم الاقتصادي المنخفض في معظم الاقتصادات كتحديث سنوي. تعدل عادة المدفوعات النقدية لهذه البنود لاستيعاب أثر التضخم عن طريق مؤشر أسعار المستهلك للتعويض عن تضاؤل القيمة الفعلية للنقود (الوسيلة النقدية للتبادل) بالتضخم الاقتصادي على أساس سنوي وليس يومي. «التضخم هو ظاهرة نقدية دائمًا وفي كل مكان» ويمكنه أن يؤدي فقط إلى تضاؤل القيمة الفعلية للنقود (العملة الوظيفية داخل الاقتصاد) وغيرها من البنود النقدية. التضخم الاقتصادي لا يسبب تضاؤل القيمة النقدية للبنود غير النقدية. لا يمتلك التضخم الاقتصادي أي تأثير على القيمة الفعلية على البنود غير النقدية.

## الأرباح والخسائر النقدية الصافية المصرح عنها خلال التضخم الاقتصادي المنخفض وخلال الانكماش المالي في المعايير الدولية للتقارير المالية منذ عام 1989
يتوجب على المحاسبين حساب صافي الخسائر والأرباح النقدية الناتجة عن استثمار البنود النقدية عندما يختارون نموذج الحفاظ على رأس المال من خلال وحدات القوة الشرائية الثابتة، ويقيسون هذا النموذج المالي بالطريقة ذاتها التي يطلب فيها مجلس معايير المحاسبة الدولية حساباته ومحاسبته أثناء التضخم الاقتصادي.
يوجد أيضًا إحصاء ومحاسبة لصافي الأرباح والخسائر النقدية خلال التضخم الاقتصادي المنخفض، لكن لا يطلب حسابها عندما يختار المحاسبون نموذج محاسبة التكلفة التاريخية التقليدي.
تحصى وتحسب الأرباح والخسائر الصافية للبنود الثابتة أيضًا وفق نموذج الحفاظ على رأس المال من خلال وحدات القوة الشرائية الثابتة.

## الفرضيات الأساسية
تجيز المعايير الدولية للتقارير المالية ثلاثة نماذج محاسبة أساسية:
1. الحفاظ على رأس المال المادي[2]
2. الحفاظ على رأس المال المادي بالوحدات النقدية الاسمية أو محاسبة التكلفة التاريخية (اطلع على إطار العمل (1989)، الفقرة 104(a)).
3. محاسبة القوة الشرائية الثابتة (اطلع على إطار العمل (1989)، الفقرة 104(a)).

(أ‌). الافتراضات الأساسية المستخدمة وفق محاسبة التكلفة التاريخية هي:
- على أساس تزايدي: يظهر تأثير المعاملات والأحداث الأخرى عندما تحدث، وليس عند ربح النقود أو خسارتها.
- استمرارية المشروع: ستستمر المنشأة على مدى المستقبل المنظور.
- فرضية وحدة القياس المتوازنة: الحفاظ على رأس المال المالي من خلال وحدات القياس النقدية بقيمتها الاسمية أو محاسبة التكلفة التاريخية التقليدية، بعبارة أخرى يعتبر المحاسبون التغييرات في القوة الشرائية للعملة الوظيفية حتى إن وصلت إلى 26% سنويًا ولمدة ثلاث سنوات متتالية (والتي ستكون تضخمًا تراكميًا بنسبة 100% على مدى ثلاث سنوات من التضخم الاقتصادي كما هو محدد في المعايير الدولية للتقارير المالية) أنها غير مهمة أو ليست مهمة بما فيه الكفاية بالنسبة لهم في اختيار الحفاظ على رأس المال المالي بوحدات القوة الشرائية الثابتة خلال التضخم المنخفض والانكماش المالي حسب ما هو مصرح به في معايير الدولية للتقارير المالية في إطار عملها لعام 1989، الفقرة 104(a).

يمكن أن تؤدي فرضية وحدة القياس المتوازنة (محاسبة التكلفة التاريخية التقليدية) خلال معدل تضخم سنوي قدره 26% لمدة ثلاث سنوات متتالية إلى تضاؤل بنسبة 100% للقيمة الفعلية لكل البنود غير النقدية ذات القيم الفعلية الثابتة، والتي لا يحافظ عليها وفق نموذج التكلفة التاريخية.
(ب). الفرضيات الأساسية وفق محاسبة قوة الشراء الثابتة في المعايير الدولية للتقارير المالية هي:
- على أساس تزايدي: يظهر تأثير المعاملات والأحداث الأخرى عندما تحدث وليس عند ربح النقود أو خسارتها.
- استمرارية المشروع: سيستمر الكيان على مدى المستقبل المنتظر.
- يعالج قياس كل البنود غير النقدية ذات القيم الفعلية الثابتة وفق وحدات القوة الشرائية الثابتة بشكل تلقائي التضاؤلَ الناجم عن فرضية وحدة القياس المتوازنة (محاسبة التكلفة التاريخية) للقيم غير النقدية للبنود غير النقدية ذات القيمة الفعلية الثابتة، التي لم يحافظ على ثباتها في كل مراحل التضخم والانكماش المالي. إن التضخم المنخفض أو التضخم العالي أو التضخم المفرط ليس سببًا للتضاؤل. بل إن ما يسببه هو تنفيذ فرضية وحدة القياس المستقرة أثناء التضخم المنخفض أو التضخم العالي أو التضخم المفرط. تقاس البنود غير النقدية ذات القيمة الفعلية الثابتة من خلال وحدات القوة الشرائية الثابتة من حيث السعر اليومي على جميع مستويات التضخم الاقتصادي والانكماش المالي. تضبط البنود النقدية حسب التضخم بشكل يومي. يحتسب صافي الخسارات والأرباح النقدية عندما لا تضبط البنود النقدية حسب التضخم يوميًا وفقًا للسعر اليومي. تقاس البنود المتغيرة حسب المعايير الدولية للتقارير المالية، ثم تحدث يوميًا من حيث السعر اليومي. جميع البنود غير النقدية (البنود غير النقدية ذات القيمة الفعلية المتغيرة، والبنود غير النقدية ذات القيمة الفعلية الثابتة) في الكشوف الحسابية الشهرية للتكلفة الحالية والتكلفة التاريخية من حيث مؤشر أسعار المستهلك الشهري المنشور من خلال التضخم، كما هو مطلوب في التقرير المالي لمعيار المحاسبة الدولي 29 في اقتصاديات التضخم.